# BMW G60
Der BMW G60 ist die Stufenhecklimousine der achten Generation der Pkw-Reihe BMW 5er. Auf dieser Basis, die seit Oktober 2023 auf dem Markt ist, werden auch der vollelektrische BMW G60E (auch i5) und seit Mai 2024 ein Kombi BMW G61 angeboten. Die Baureihe löst die ab Anfang 2017 produzierten Modelle G30 (Limousine) und G31 (Kombi) ab. Wie seine Vorgänger werden sie im BMW Group Werk Dingolfing produziert.

## Modellgeschichte

### Allgemeines
Wenige Tage nach dem Concorso d’Eleganza Villa d’Este 2023 präsentierte BMW am 24. Mai die Serienversion des 5er und des i5. Die Kombi-Version Touring wurde am 7. Februar 2024 vorgestellt.
Im August 2023 präsentierte BMW die ausschließlich für den chinesischen Markt bestimmte Langversion G68 der Limousine. Sie hat einen um 11 cm längeren Radstand als die Basisversion und wird von BMW Brilliance Automotive in Shenyang gefertigt.
Eine eingeprägte Ziffer 5 findet sich bei der Limousine am Fuß der C-Säule im Hofmeister-Knick. In der chinesischen Langversion leuchtet die Ziffer.
Im Herbst 2023 wurde die Baureihe vom Euro NCAP auf die Fahrzeugsicherheit getestet. Sie erhielt fünf von fünf möglichen Sternen.
Am 29. Februar 2024 stellte BMW auf der Kunstmesse Frieze in Los Angeles den i5 als BMW Art Car Flow Nostokana vor. Die Gestaltung übernahm Esther Mahlangu, die schon 1991 einen 5er (E34) gestaltet hatte. Beim G60-Art-Car werden für die geometrischen Formen Folien verwendet, die durch elektrische Spannung ihre Farbe ändern (elektrophoretische Farbwechsel).
Ein BMW M5 (G90) wurde am 26. Juni 2024 als Limousine vorgestellt. Erstmals seit 2010 gibt es diese Version auch wieder als Kombimodell (G99). Dieses wurde am 15. August 2024 präsentiert.

### Modellübersicht

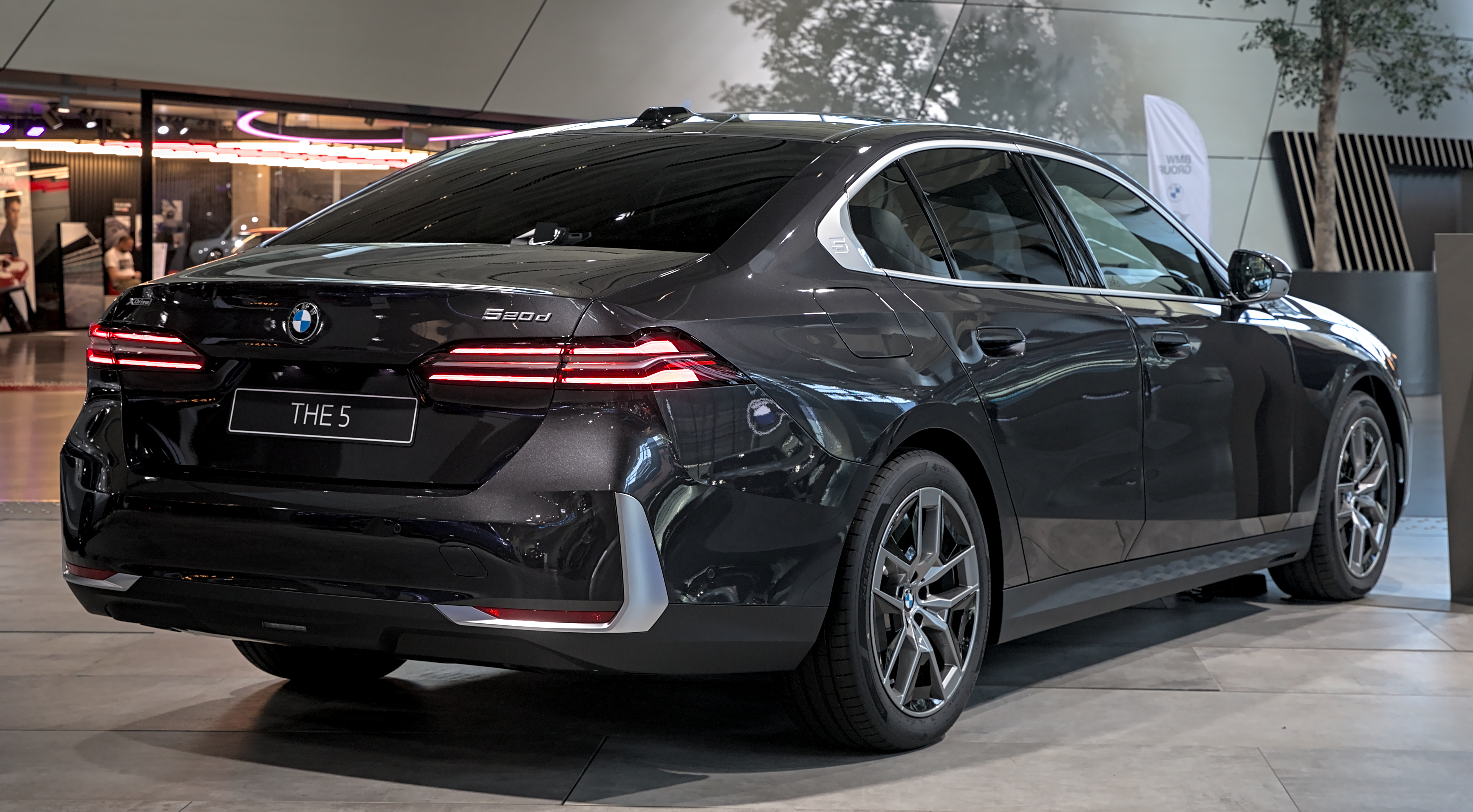
Heckansicht
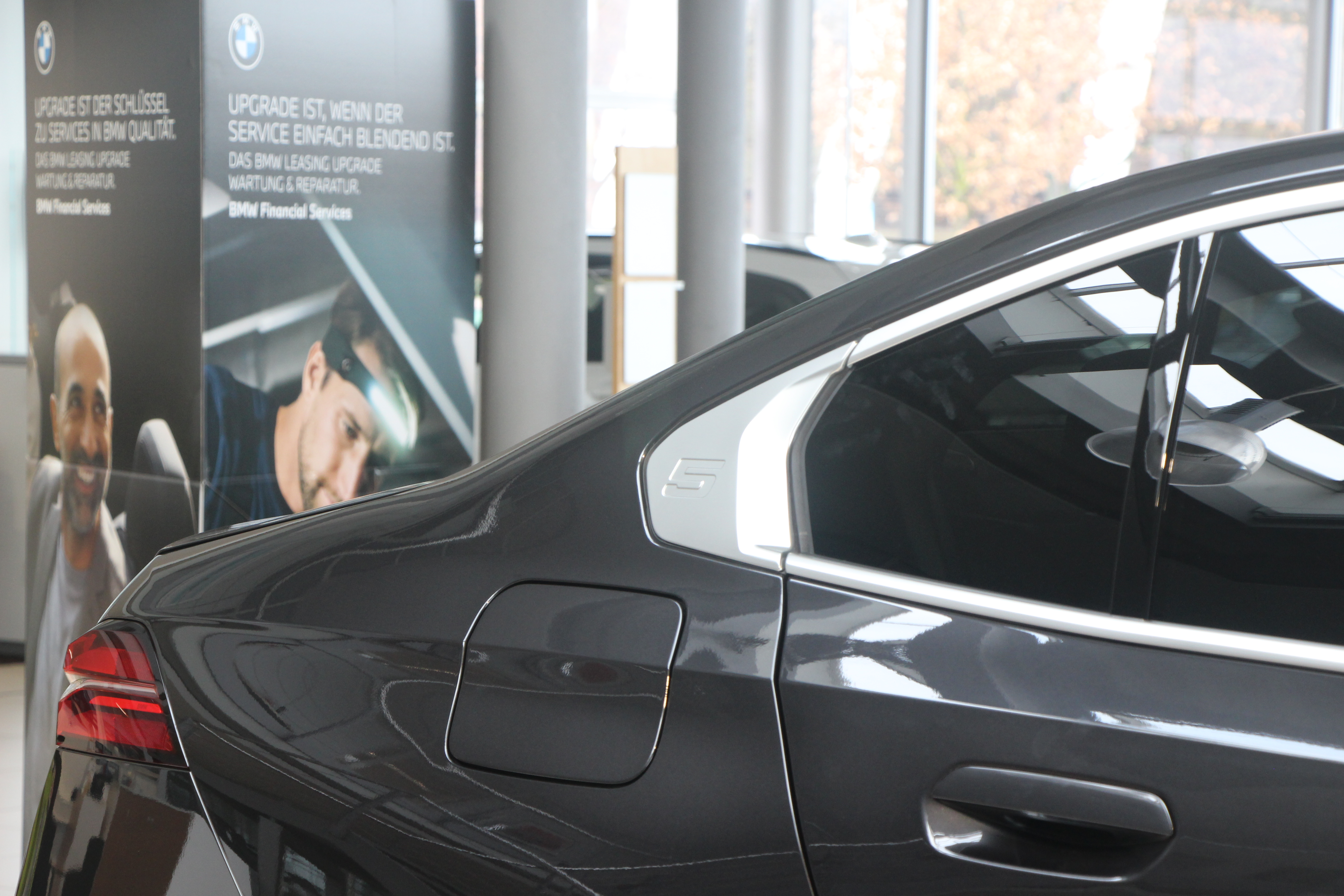
Hofmeister-Knick mit eingeprägter 5
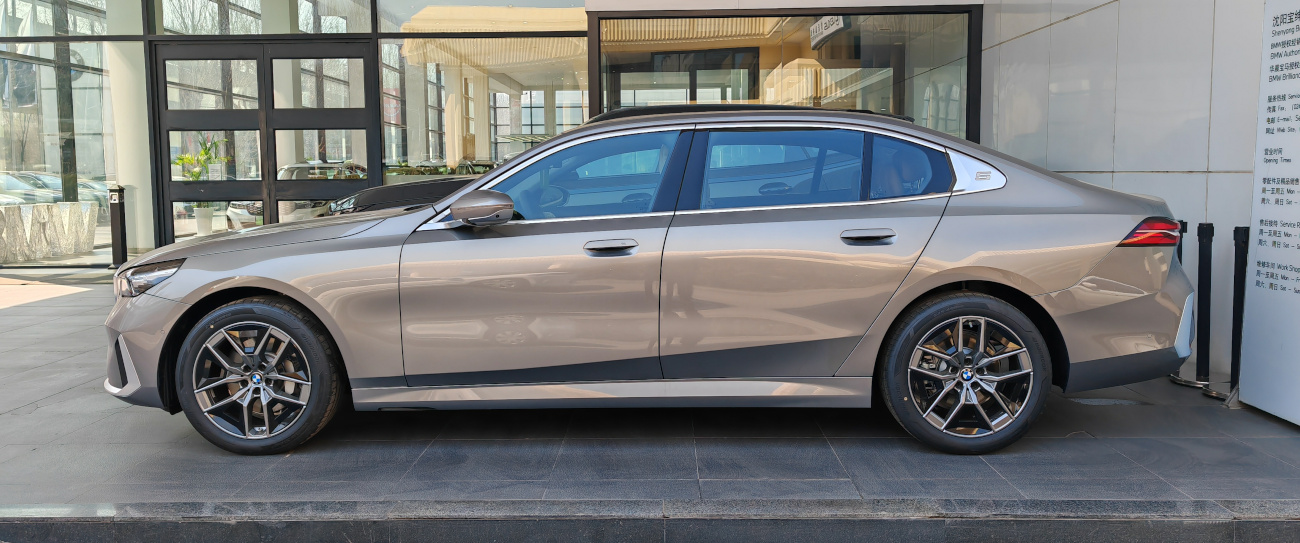
G68 mit längerem Radstand
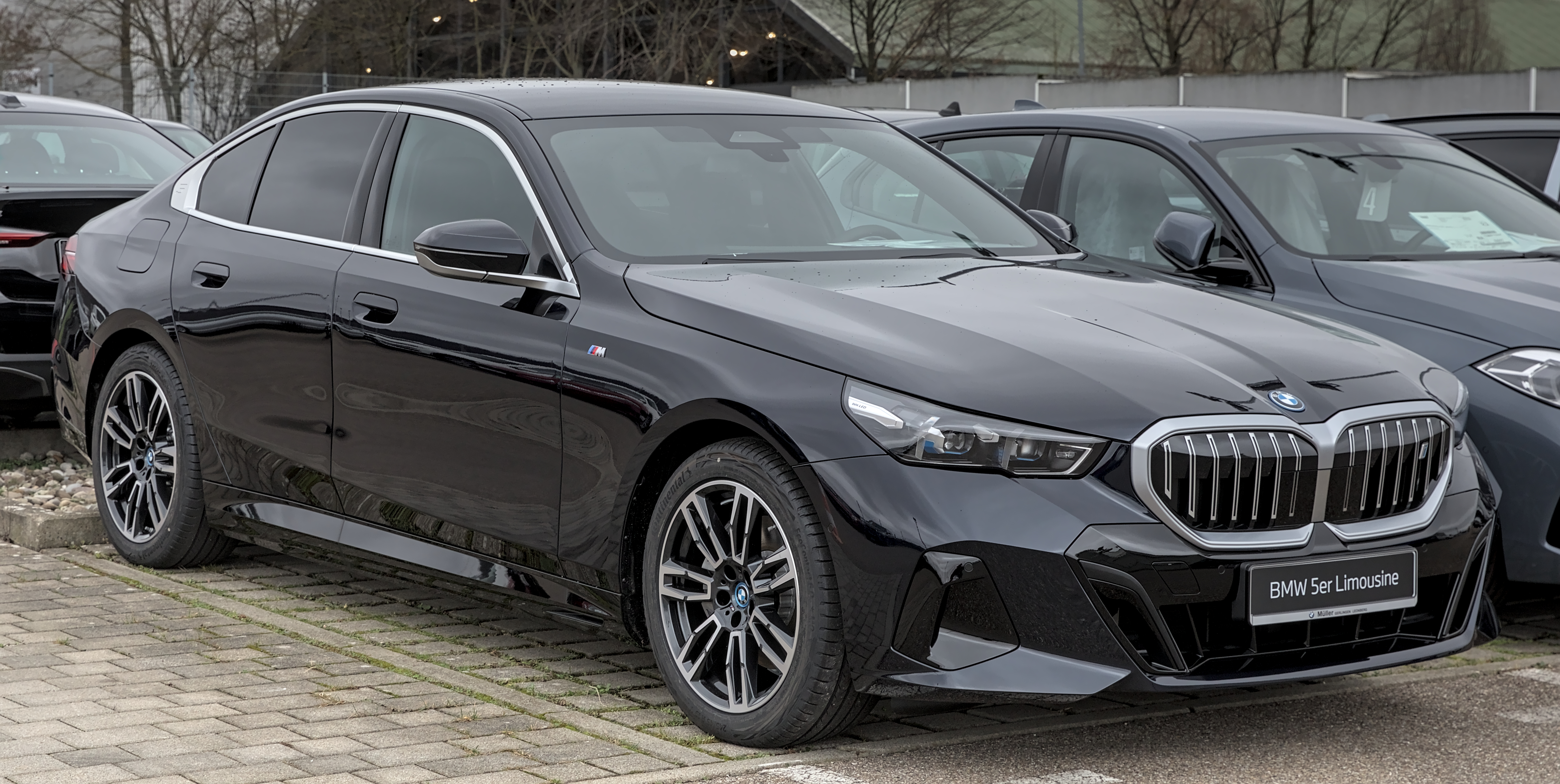
BMW i5 mit M Sportpaket
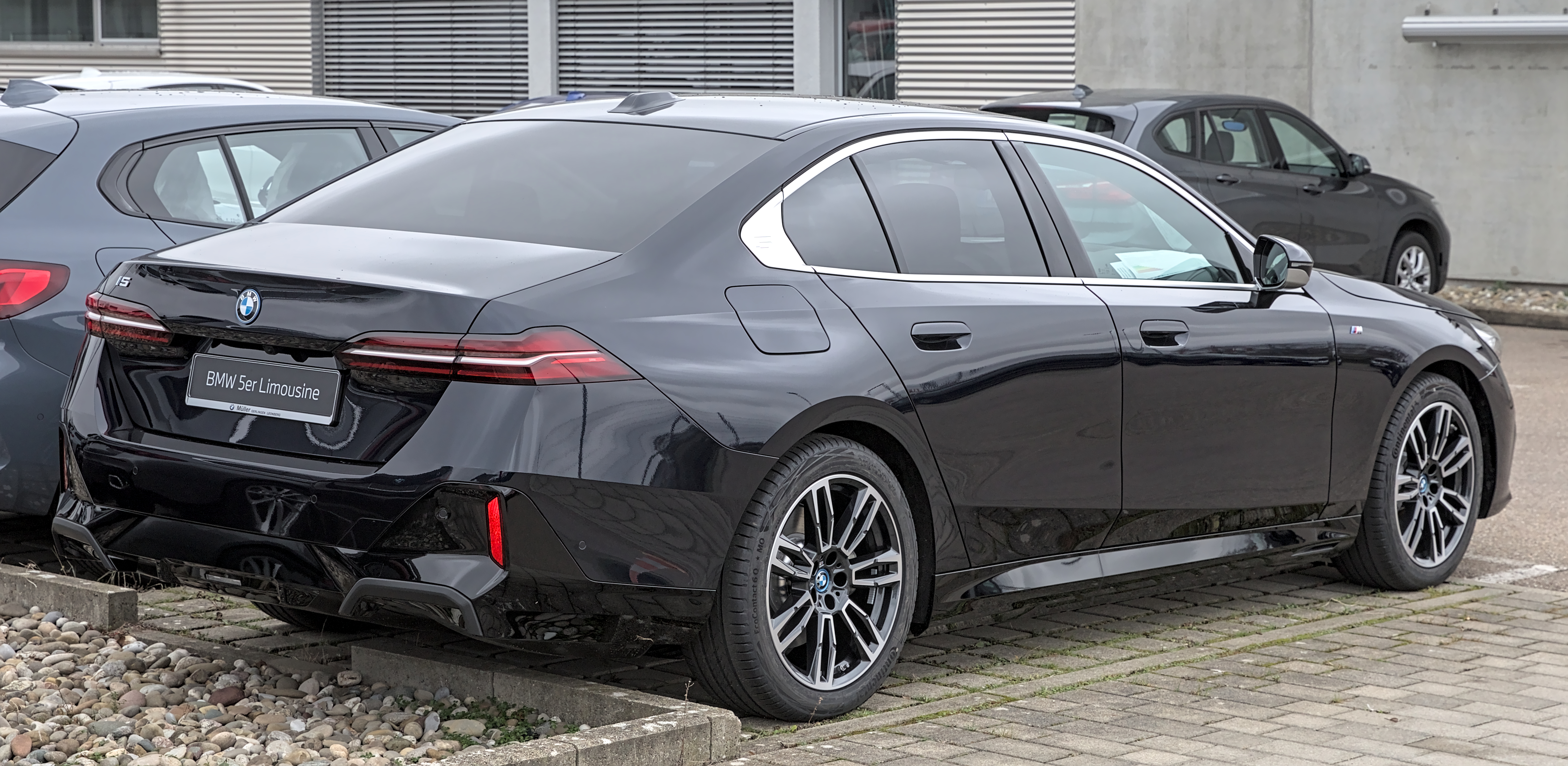
Heckansicht mit M Sportpaket
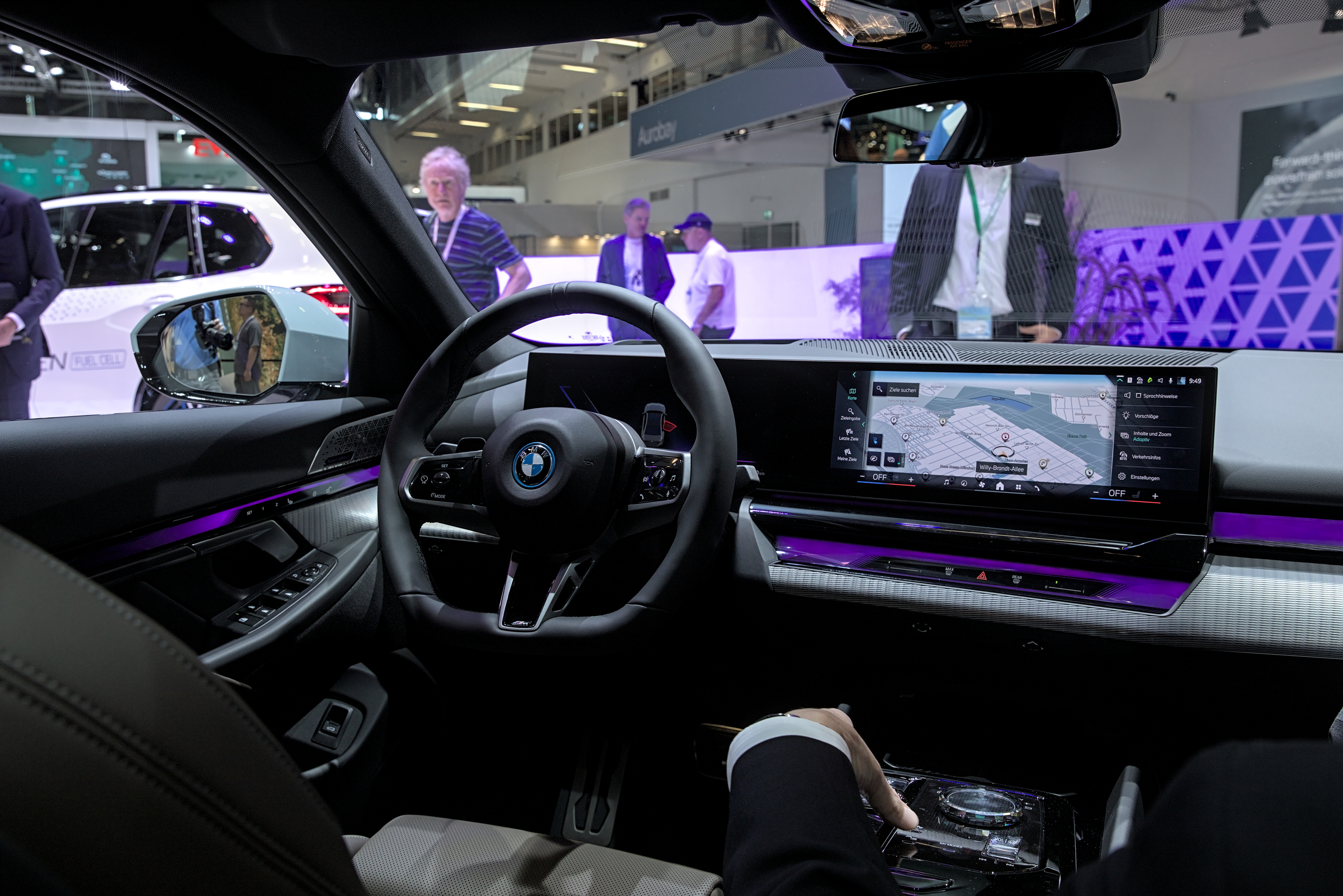
Innenansicht
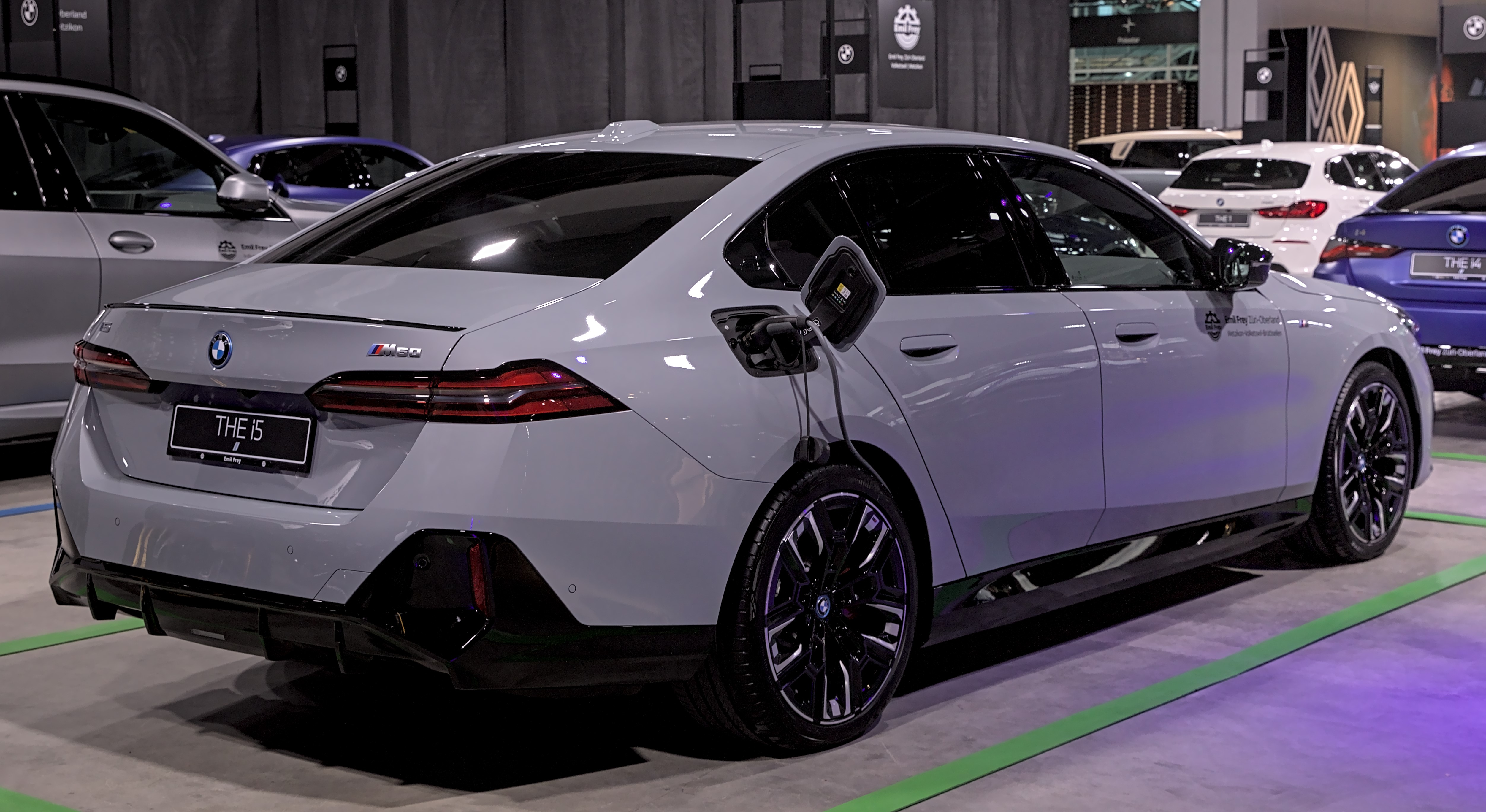
BMW i5 M60 (seit 2023)
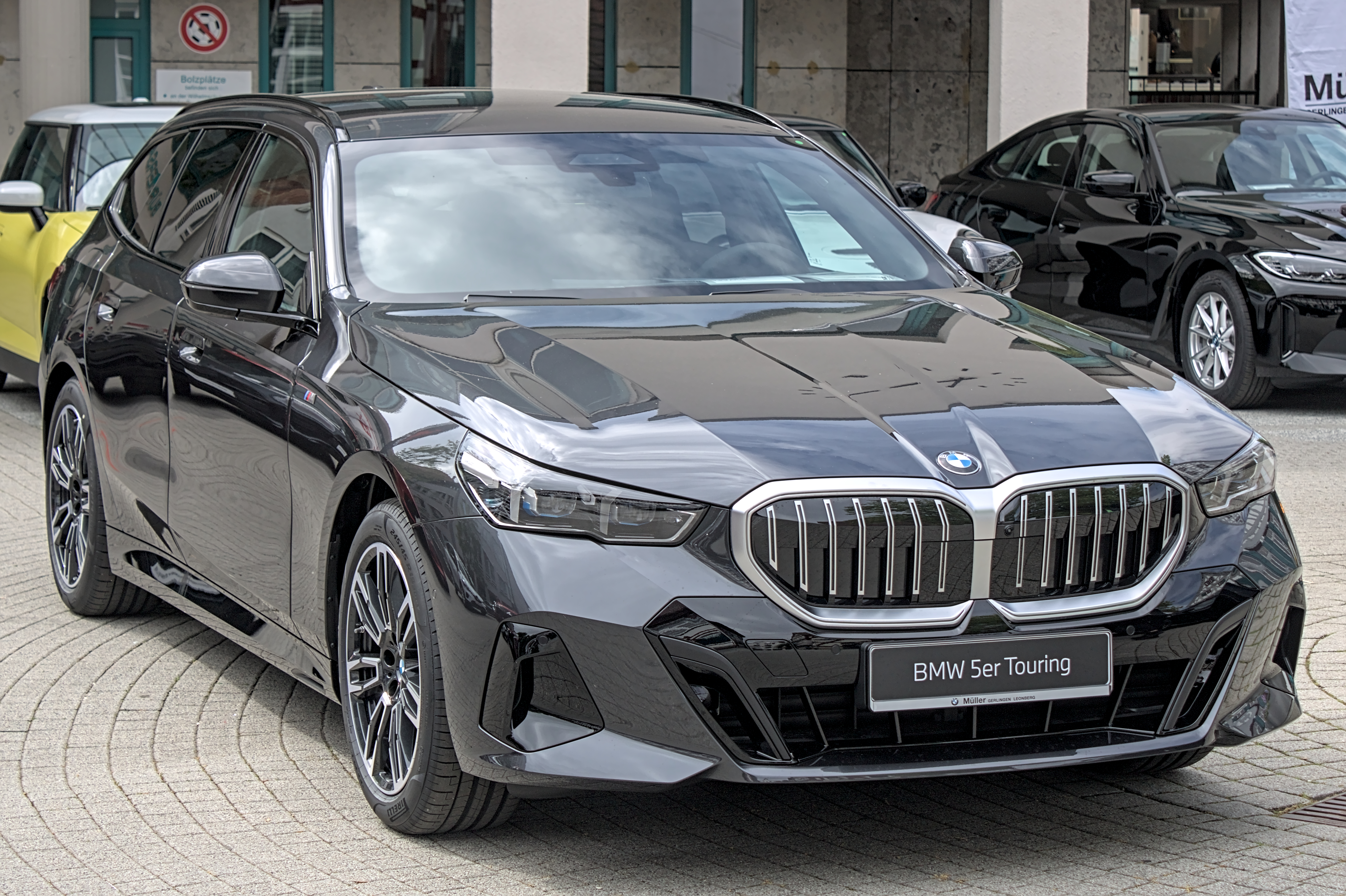
BMW 520d Touring (seit 2024)
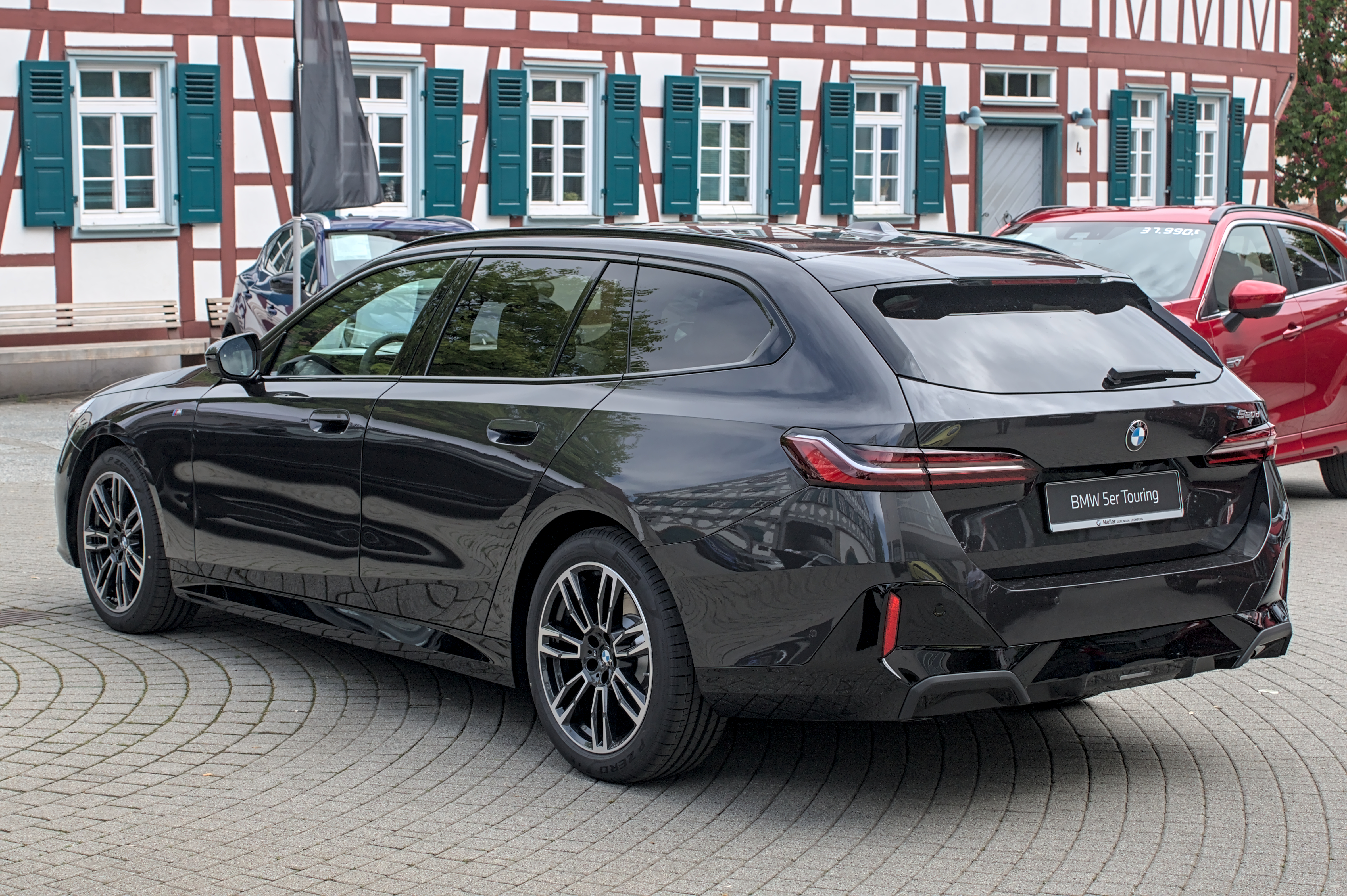
Heckansicht
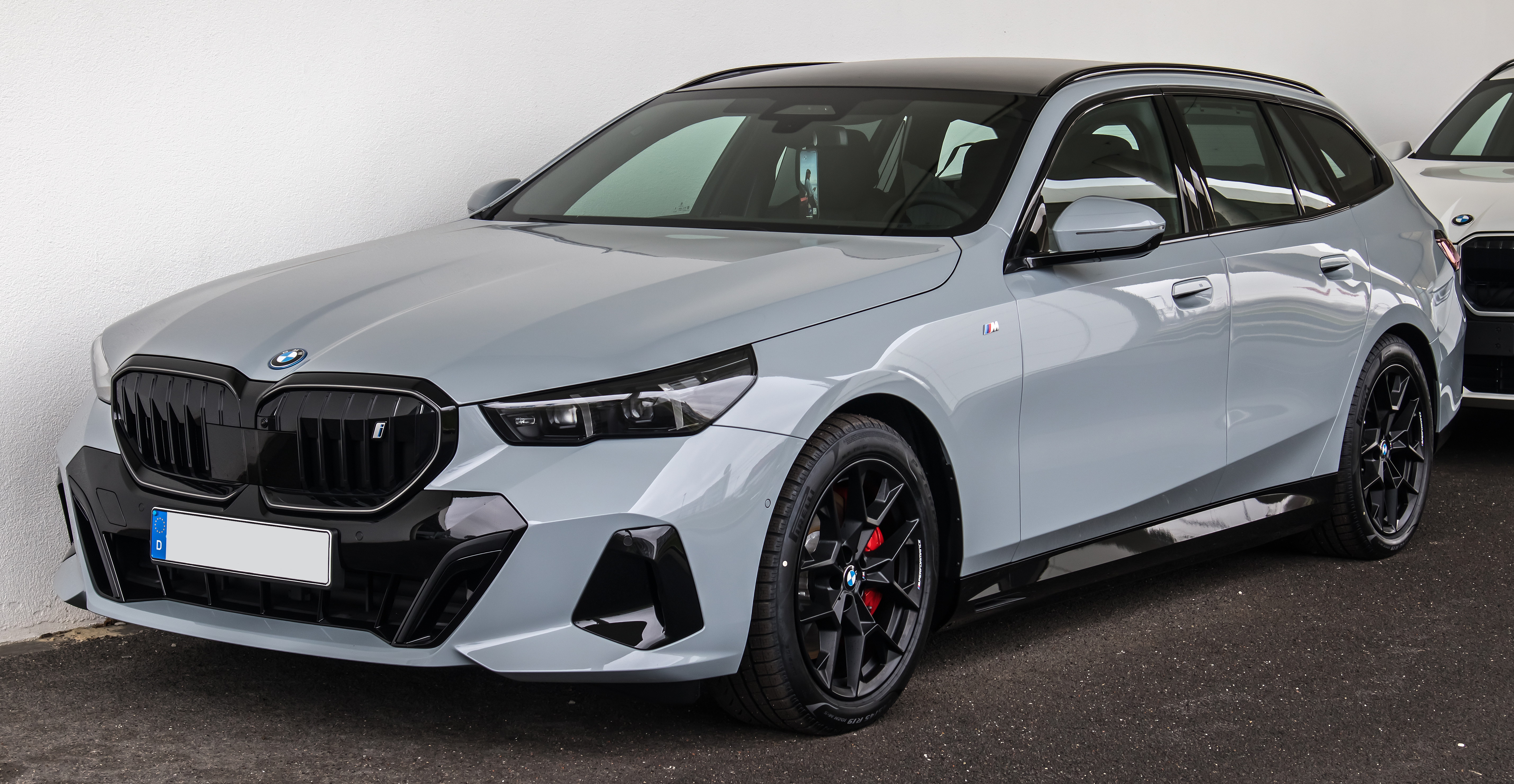
BMW i5 eDrive40 Touring (seit 2024)
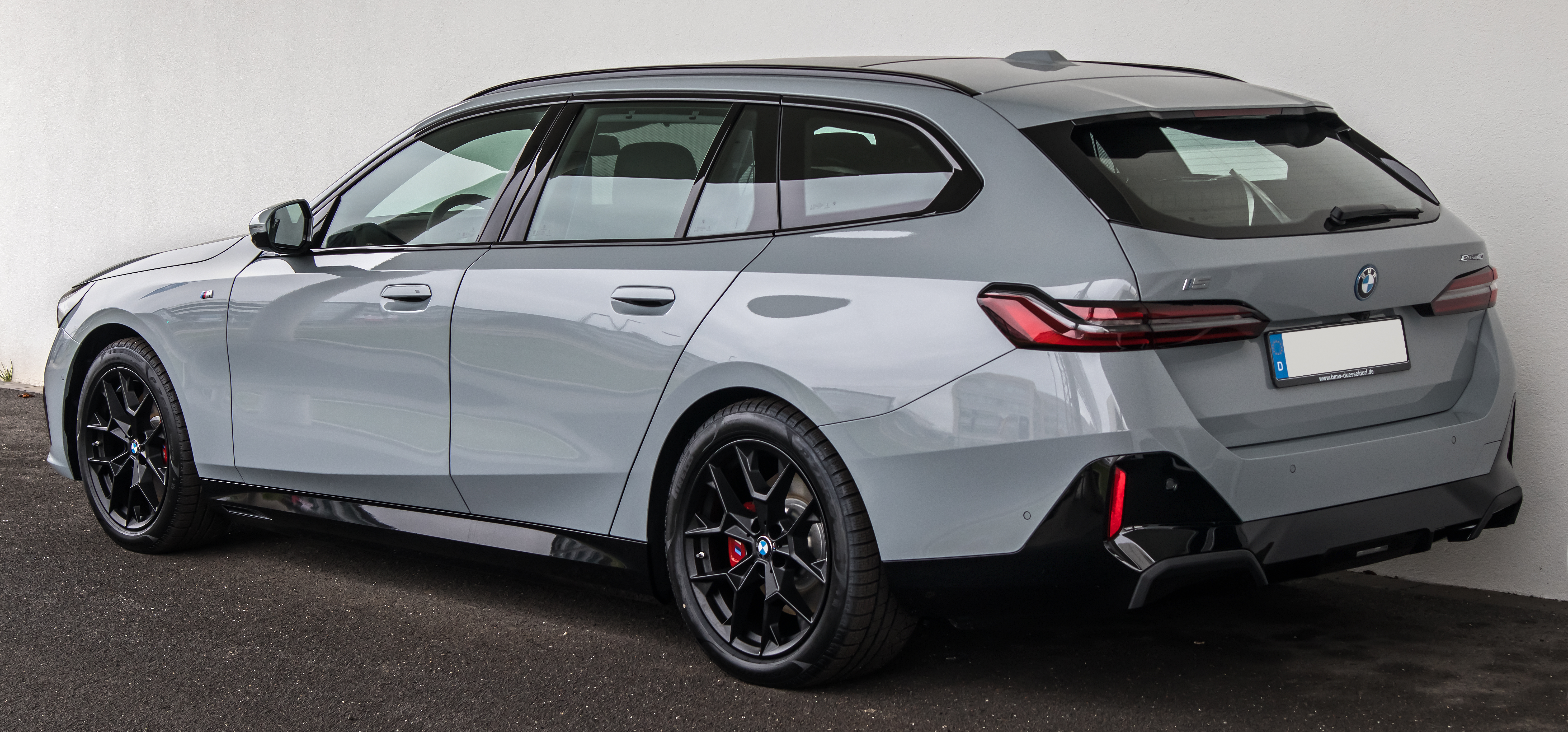
Heckansicht
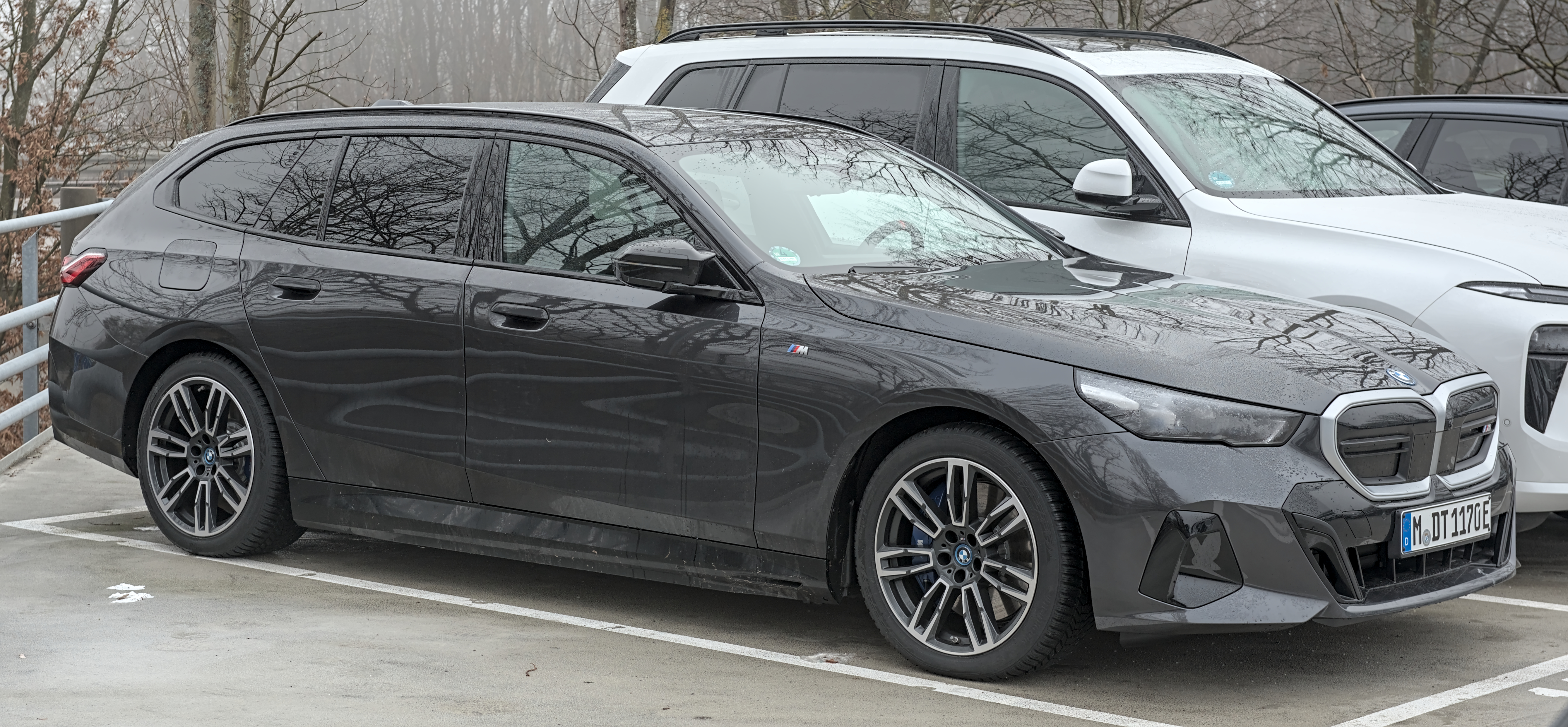
BMW i5 M60 Touring (seit 2024)

### Technik
Die Karosserie wurde gegenüber dem Vorgänger in Radstand und Außenmaßen größer.
Dabei wuchs die Außenlänge um knapp 10 cm, der Radstand jedoch nur um gut 2 cm, was zu größeren Überhängen führt.
Der cW-Wert wurde beim Verbrenner-Modell 520i geringfügig (0,01) schlechter. Der G60 ist beginnend bei 1725 kg DIN-Leergewicht die bisher schwerste 5er-Generation (520i 195 kg Mehrgewicht gegenüber dem 2017 eingeführten BMW G30). Im Vergleich mit dem 2021 eingeführten 520i, der ebenfalls 48V-Mildhybridtechnik mit Elektromotor und 20-Ah-Batterie enthält, verringert sich das Mehrgewicht auf 115 kg. Der Kofferraum fasst 520 Liter bei der Limousine und 570 Liter beim Touring. Während bei den bisherigen Kombi-Modellen der 5er-Reihe die Heckscheibe unabhängig von der Heckklappe geöffnet werden konnte, entfällt diese Möglichkeit bei der G61-Baureihe. BMW nennt ein größeres Kofferraumvolumen als Grund für den Verzicht auf diese aufklappbare Heckscheibe. Der G60 basiert auf der weiterentwickelten CLAR-Plattform, CLAR II. In der BMW-Niere ist eine Sensoreinheit integriert. Beim i5 ist die Niere vollständig geschlossen.
Zum Marktstart waren zunächst mildhybridisierte Ottomotoren sowie ein Dieselmotor verfügbar. Der 520i mit einem Zweiliter-Vierzylinder-Ottomotor und 48-V-Bordnetz bietet eine Leistung von 140 kW (190 PS). Der Vierzylinder-Turbodiesel 520d und 48-V-Bordnetz bietet eine Leistung von 145 kW (197 PS). Weil in der Türkei Fahrzeuge mit einem Hubraum von unter 1,6 Litern geringer besteuert werden, gibt es das Fahrzeug ausschließlich dort mit einem 1,6-Liter-Ottomotor.

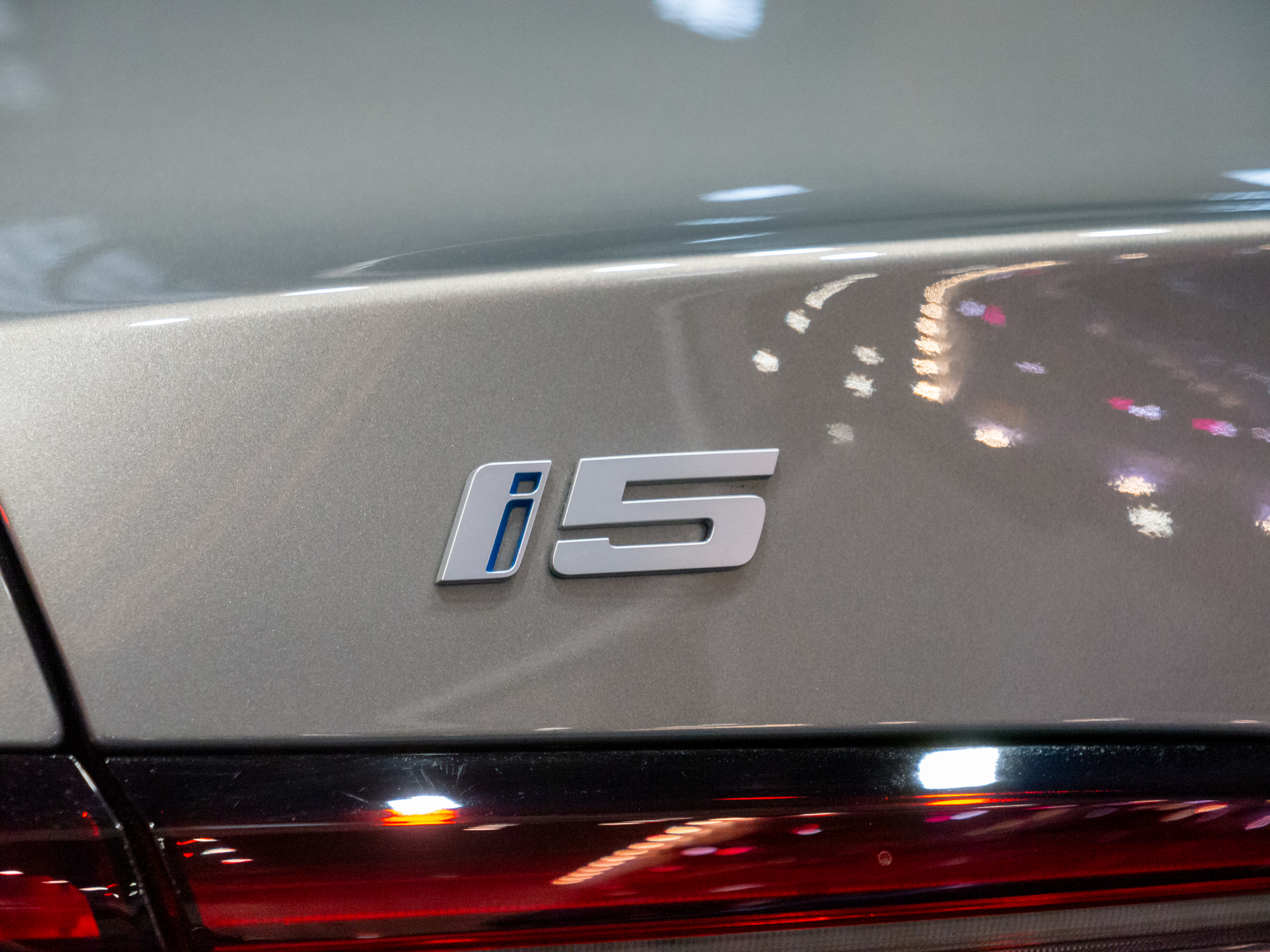
Schriftzug am Heck eines vollelektrischen G60

Im November 2023 folgten die beiden Plug-in-Hybride 530e (Vierzylinder mit 140 kW / 190 PS, Systemleistung 220 kW / 299 PS) und 550e xDrive (Systemleistung 360 kW / 489 PS mit Elektromotor und Sechszylinder). Der vollelektrische i5 eDrive40 leistet 250 kW (340 PS) und erzeugt ein Drehmoment von 400 Nm. Nach dem WLTP-Messzyklus sind bis zu 582 km Reichweite möglich. Der mit jeweils einem Elektromotor pro Achse ausgestattete i5 M60 bietet eine Gesamtleistung von 442 kW (601 PS) und mit einer sogenannten Boost-Funktion bis zu 820 Nm Drehmoment. Der für das Frühjahr 2024 angekündigte i5 xDrive40 hat auch an jeder Achse einen Elektromotor. Die Leistung beträgt maximal 290 kW (394 PS) und das Drehmoment maximal 590 Nm. Alle drei Versionen haben einen 81,2 kWh-Lithium-Ionen-Akku, der im Fahrzeugboden platziert ist. Wechselstrom-Laden erfolgt serienmäßig mit 11 kW.
Mit der Premiere des Touring wurde der Reihensechszylinder-Diesel 540d xDrive mit 223 kW (303 PS) für Sommer 2024 angekündigt.
530i mit 190 kW (258 PS) und 540i mit 280 kW (381 PS) sind in Europa nicht verfügbar.
Wahlweise werden Hinterrad- oder Allradantrieb angeboten. Grundausstattung ist ein „Stahlfahrwerk“, auf Wunsch sind eine straffere Sportvariante („M Sportpaket“), elektronische Dämpfer, Wankstabilisierung, Allradlenkung und eine Luftfederung an der Hinterachse verfügbar.
Der Wagen hat zwei 5G-Antennen, auf Wunsch vier. Eine sogenannte BMW-ID ermöglicht in einigen Ländern automatisches Bezahlen von Parkgebühren. Eine Innenraumkamera ermöglicht Schnappschüsse und deren Übertragung auf ein Smartphone. Das Armaturenbrett hat ein gebogenes Display, das in einem Bereich konfiguriert werden kann. Weiter gibt es den iDrive. Darüber hinaus kann ein Head-Up-Display ergänzt werden. Im autonomen Betrieb auf der Autobahn überprüft eine Kamera im Armaturenbrett die Aufmerksamkeit des Fahrers; eine Verbesserung gegenüber herkömmlichen Systemen, die dauerhaft eine Berührung am Lenkrad erfordern.
Der M5 wird erstmals von einem Plug-in-Hybrid angetrieben. Hier liegt die Systemleistung bei 535 kW (727 PS).

## Technische Daten
|                                                                   | 520i (1)                       | 520i                           | 530i (2)                       | 530i xDrive (2)                | 540i xDrive (2)                | 530e                        | 530e xDrive                 | 550e xDrive                 | M5                          | 520d                             | 520d xDrive                      | 540d xDrive                      | i5 eDrive40                        | i5 xDrive40                                 | i5 M60 xDrive                                       |
| ----------------------------------------------------------------- | ------------------------------ | ------------------------------ | ------------------------------ | ------------------------------ | ------------------------------ | --------------------------- | --------------------------- | --------------------------- | --------------------------- | -------------------------------- | -------------------------------- | -------------------------------- | ---------------------------------- | ------------------------------------------- | --------------------------------------------------- |
| Bauzeit                                                           | seit 08/2024                   | seit 10/2023                   | seit 10/2023                   | seit 10/2023                   | seit 03/2024                   | seit 11/2023                | seit 07/2024                | seit 11/2023                | seit 11/2024                | seit 10/2023                     | seit 10/2023                     | seit 07/2024                     | seit 10/2023                       | seit 03/2024                                | seit 10/2023                                        |
| Motorart                                                          | Ottomotor + 48-Volt-Mildhybrid | Ottomotor + 48-Volt-Mildhybrid | Ottomotor + 48-Volt-Mildhybrid | Ottomotor + 48-Volt-Mildhybrid | Ottomotor + 48-Volt-Mildhybrid | Ottomotor + Elektromotor    | Ottomotor + Elektromotor    | Ottomotor + Elektromotor    | Ottomotor + Elektromotor    | Dieselmotor + 48-Volt-Mildhybrid | Dieselmotor + 48-Volt-Mildhybrid | Dieselmotor + 48-Volt-Mildhybrid | Elektromotor                       | 2 Elektromotoren                            | 2 Elektromotoren                                    |
| Motorbauart                                                       | R4                             | R4                             | R4                             | R4                             | R6                             | R4                          | R4                          | R6                          | V8                          | R4                               | R4                               | R6                               | fremderregte Synchronmaschine      | fremderregte Synchronmaschine               | fremderregte Synchronmaschine                       |
| Gemischaufbereitung                                               | Benzindirekteinspritzung       | Benzindirekteinspritzung       | Benzindirekteinspritzung       | Benzindirekteinspritzung       | Benzindirekteinspritzung       | Benzindirekteinspritzung    | Benzindirekteinspritzung    | Benzindirekteinspritzung    | Benzindirekteinspritzung    | Common-Rail-Direkteinspritzung   | Common-Rail-Direkteinspritzung   | Common-Rail-Direkteinspritzung   | —                                  | —                                           | —                                                   |
| Motoraufladung                                                    | Twin–Scroll–Abgasturbolader    | Twin–Scroll–Abgasturbolader    | Twin–Scroll–Abgasturbolader    | Twin–Scroll–Abgasturbolader    | Twin–Scroll–Abgasturbolader    | Twin–Scroll–Abgasturbolader | Twin–Scroll–Abgasturbolader | Twin–Scroll–Abgasturbolader | Twin–Scroll–Abgasturbolader | Twin–Scroll–Abgasturbolader      | Twin–Scroll–Abgasturbolader      | Twin–Scroll–Abgasturbolader      | —                                  | —                                           | —                                                   |
| Motortyp                                                          |                                | BMW B48B20P                    |                                |                                |                                |                             |                             |                             |                             | BMW B47D20B                      | BMW B47D20B                      |                                  | Hinterachse: HA0001N0              | Vorderachse: HA0002N0 Hinterachse: HA0003N0 | Vorderachse: HA0002N0 Hinterachse: HA0003N0         |
| Hubraum                                                           | 1597 cm³                       | 1998 cm³                       | 1998 cm³                       | 1998 cm³                       | 2998 cm³                       | 1998 cm³                    | 1998 cm³                    | 2998 cm³                    | 4395 cm³                    | 1995 cm³                         | 1995 cm³                         | 2993 cm³                         | —                                  | —                                           | —                                                   |
| max. Leistung bei 1/min (Verbrennungsmotor)                       | 140 kW (190 PS)                | 140 kW (190 PS)/ 4400–6500     | 190 kW (258 PS)/ 4700–6500     | 190 kW (258 PS)/ 4700–6500     | 280 kW (381 PS)/ 5250–6250     | 140 kW (190 PS)/ 4400–6500  | 140 kW (190 PS)/ 4400–6500  | 230 kW (313 PS)/ 5000–6500  | 430 kW (585 PS)/ 5600–6500  | 145 kW (197 PS)/ 4000            | 145 kW (197 PS)/ 4000            | 210 kW (286 PS)/ 4000            | —                                  | —                                           | —                                                   |
| max. Leistung bei 1/min (Elektromotor)                            | 8 kW (11 PS)                   | 13 kW (18 PS)                  | 8 kW (11 PS)                   | 8 kW (11 PS)                   | 13 kW (18 PS)                  | 135 kW (184 PS)             | 135 kW (184 PS)             | 145 kW (197 PS)             | 145 kW (197 PS)             | 8 kW (11 PS)                     | 8 kW (11 PS)                     | 13 kW (18 PS)                    | 250 kW (340 PS)/ 8000              | 290 kW (394 PS)                             | 442 kW (601 PS)/ 8000                               |
| Dauerleistung (30 min) (Elektromotor)                             |                                |                                |                                |                                |                                |                             |                             |                             |                             |                                  |                                  |                                  | 105 kW (143 PS)                    | 127 kW (173 PS)                             | 127 kW (173 PS)                                     |
| max. Systemleistung                                               |                                | 153 kW (208 PS)                | 190 kW (258 PS)                | 190 kW (258 PS)                | 280 kW (381 PS)                | 220 kW (299 PS)             | 220 kW (299 PS)             | 360 kW (489 PS)             | 535 kW (727 PS)             | 145 kW (197 PS)                  | 145 kW (197 PS)                  | 223 kW (303 PS)                  | —                                  | —                                           | —                                                   |
| max. Drehmoment bei 1/min (Verbrennungsmotor)                     | 310 Nm/ 2200–4000              | 310 Nm/ 1500–4000              | 400 Nm/ 1600–4500              | 400 Nm/ 1600–4500              | 520 Nm/ 1850–5000              | 310 Nm/ 1500–4000           | 310 Nm/ 1500–4000           | 450 Nm/ 1750–4700           | 750 Nm/ 1800–5400           | 400 Nm/ 1500–2750                | 400 Nm/ 1500–2750                | 650 Nm/ 1500–2500                | —                                  | —                                           | —                                                   |
| max. Drehmoment bei 1/min (Elektromotor)                          | 25 Nm                          | 200 Nm                         | 25 Nm                          | 25 Nm                          | 200 Nm                         | 250 Nm                      | 250 Nm                      | 280 Nm                      | 280 Nm                      | 25 Nm                            | 25 Nm                            | 20 Nm                            | 430 Nm/ 0–5000                     | 590 Nm                                      | 820 Nm/ 0–5000                                      |
| max. Systemdrehmoment                                             |                                | 330 Nm                         | 400 Nm                         | 400 Nm                         | 540 Nm                         | 450 Nm                      | 450 Nm                      | 700 Nm                      | 1000 Nm                     | 400 Nm                           | 400 Nm                           | 670 Nm                           | —                                  | —                                           | —                                                   |
| Getriebe, serienmäßig                                             | 8-Gang-Automatikgetriebe       | 8-Gang-Automatikgetriebe       | 8-Gang-Automatikgetriebe       | 8-Gang-Automatikgetriebe       | 8-Gang-Automatikgetriebe       | 8-Gang-Automatikgetriebe    | 8-Gang-Automatikgetriebe    | 8-Gang-Automatikgetriebe    | 8-Gang-Automatikgetriebe    | 8-Gang-Automatikgetriebe         | 8-Gang-Automatikgetriebe         | 8-Gang-Automatikgetriebe         | Festübersetzung Hinterachse: 11,12 |                                             | Festübersetzung Vorderachse: 8,77 Hinterachse: 9,37 |
| Antrieb, serienmäßig                                              | Hinterradantrieb               | Hinterradantrieb               | Hinterradantrieb               | Allradantrieb                  | Allradantrieb                  | Hinterradantrieb            | Allradantrieb               | Allradantrieb               | Allradantrieb               | Hinterradantrieb                 | Allradantrieb                    | Allradantrieb                    | Hinterradantrieb                   | Allradantrieb                               | Allradantrieb                                       |
| Leergewicht in kg (EU), Limousine                                 | 1680                           | 1800                           |                                |                                |                                | 2080                        | 2130                        | 2230                        | 2510                        | 1850                             | 1905                             | 1980                             | 2205                               | 2355                                        | 2380                                                |
| Leergewicht in kg (EU), Touring                                   |                                | 1850                           |                                |                                |                                | 2140                        | 2195                        | 2285                        | 2550                        | 1910                             | 1970                             | 2050                             | 2255                               | 2405                                        | 2425                                                |
| Beschleunigung, 0–100 km/h in s, Limousine                        | 7,9                            | 7,5                            | 6,2                            | 6,1                            | 4,7                            | 6,3                         | 6,3                         | 4,3                         | 3,5                         | 7,3                              | 7,3                              | 5,2                              | 6,0                                | 5,4                                         | 3,8                                                 |
| Beschleunigung, 0–100 km/h in s, Touring                          |                                | 7,8                            |                                |                                |                                | 6,4                         | 6,4                         | 4,4                         | 3,6                         | 7,5                              | 7,5                              | 5,4                              | 6,1                                | 5,5                                         | 3,9                                                 |
| Höchstgeschwindigkeit in km/h, Limousine                          | 230                            | 230                            | 250 (3)                        | 250 (3)                        | 250 (3)                        | 230                         | 225                         | 250 (3)                     | 250 (3) (4)                 | 233                              | 228                              | 250 (3)                          | 193 (3)                            | 215 (3)                                     | 230 (3)                                             |
| Höchstgeschwindigkeit in km/h, Touring                            |                                | 222                            |                                |                                |                                | 220                         | 218                         | 250 (3)                     | 250 (3) (4)                 | 220                              | 218                              | 250 (3)                          | 193 (3)                            | 215 (3)                                     | 230 (3)                                             |
| Kraftstoffverbrauch, nach WLTP, kombiniert in l/100 km, Limousine | 7,0 Super                      | 5,7–6,4 Super                  | 6,3–7,2 Super                  | 6,6–7,5 Super                  | 6,8–7,7 Super                  | 0,6–0,8 Super               | 0,7–1,0 Super               | 0,8–1,0 Super               | 1,6–1,7 Super               | 5,1–5,6 Diesel                   | 5,5–6,0 Diesel                   | 5,8–6,3 Diesel                   | —                                  | —                                           | —                                                   |
| Kraftstoffverbrauch, nach WLTP, kombiniert in l/100 km, Touring   |                                | 6,1–6,7 Super                  |                                |                                |                                | 0,7–0,9 Super               | 0,8–1,0 Super               | 0,8–1,1 Super               | 2,0 Super                   | 5,3–5,9 Diesel                   | 5,7–6,2 Diesel                   | 6,0–6,5 Diesel                   | —                                  | —                                           | —                                                   |
| Stromverbrauch, nach WLTP, kombiniert in kWh/100 km, Limousine    | —                              | —                              | —                              | —                              | —                              | 19,9–21,7                   | 21,6–23,3                   | 21,6–23,2                   | 25,0–25,5                   | —                                | —                                | —                                | 14,7–18,9                          | 15,8–20,0                                   | 17,1–20,6                                           |
| Stromverbrauch, nach WLTP, kombiniert in kWh/100 km, Touring      | —                              | —                              | —                              | —                              | —                              | 20,6–22,6                   | 21,7–23,7                   | 21,9–23,8                   | 30,7                        | —                                | —                                | —                                | 15,4–19,3                          | 16,4–20,5                                   | 17,7–20,8                                           |
| CO2-Emissionen, kombiniert in g/km, Limousine                     | 160                            | 130–144                        | 144–165                        | 151–171                        | 156–176                        | 13–17                       | 17–22                       | 19–23                       | 37–39                       | 133–147                          | 143–157                          | 153–165                          | —                                  | —                                           | —                                                   |
| CO2-Emissionen, kombiniert in g/km, Touring                       |                                | 137–153                        |                                |                                |                                | 16–21                       | 18–22                       | 19–25                       | 46                          | 141–154                          | 149–163                          | 157–171                          | —                                  | —                                           | —                                                   |
| Tankinhalt                                                        | 60 l                           | 60 l                           | 60 l                           | 60 l                           | 60 l                           | 60 l                        | 60 l                        | 60 l                        | 60 l                        | 60 l                             | 60 l                             |                                  | —                                  | —                                           | —                                                   |
| Akkukapazität                                                     | 0,96 kWh (48-V-Batterie)       | 0,96 kWh (48-V-Batterie)       | —                              | —                              | —                              | 19,4 kWh                    | 19,4 kWh                    | 19,4 kWh                    | 18,6 kWh                    | 0,96 kWh (48-V-Batterie)         | 0,96 kWh (48-V-Batterie)         | 0,96 kWh (48-V-Batterie)         | 81,2 kWh                           | 81,2 kWh                                    | 81,2 kWh                                            |
| Abgasnorm nach EU-Klassifikation                                  |                                | Euro 6e                        |                                |                                |                                | Euro 6e                     | Euro 6e                     | Euro 6e                     | Euro 6e                     | Euro 6e                          | Euro 6e                          | Euro 6e                          | —                                  | —                                           | —                                                   |